# اواهابو

اواهابو شهری در شهرستان بورومو در استان باله در بورکینافاسوی جنوبی است و جمعیت آن ۵۶۰۱ نفر است.